# Saint-Didier-en-Velay
Saint-Didier-en-Velay település Franciaországban, Haute-Loire megyében. Lakosainak száma 3502 fő (2022. január 1.). Saint-Didier-en-Velay Pont-Salomon, Saint-Ferréol-d’Auroure, Saint-Just-Malmont, Saint-Pal-de-Mons, Sainte-Sigolène, Saint-Victor-Malescours és La Séauve-sur-Semène községekkel határos.

## Népesség
A település népessége az elmúlt években az alábbi módon változott:
| Lakosok száma | 2555 | 2580 | 2723 | 3254 | 3473 | 3444 | 3403 | 3451 | 3459 | 3502 |
|               | 1968 | 1982 | 1990 | 2006 | 2013 | 2015 | 2017 | 2019 | 2020 | 2022 |